# Trish Sie
Patricia Mary "Trish" Sie, född Kulash den 11 oktober 1971 i Washington, D.C., är en amerikansk film- och musikvideoregissör. Hon har bland annat regisserat dans- och musikalfilmerna Step Up: All In och Pitch Perfect 3. Hon har också regisserat Netflix-filmen The Sleepover och två stycken avsnitt av Disney Channel-serien Kirby Buckets – Warped.
Sie är gift med Roe Sie, med vilken hon har två barn. Hon är också äldre syster till musikern, tillika musikvideoregissören Damian Kulash (född 1975). Hon har studerat musikteori och komposition vid University of Pennsylvania.

## Filmografi

### Film
- 2011 – The Future
- 2011 – God Bless America
- 2014 – Step Up: All In
- 2017 – Pitch Perfect 3
- 2020 – The Sleepover
- 2023 – Sitting in Bars with Cake

### TV
- 2017 – Kirby Buckets – Warped (TV-serie)

OBS: De två förstnämnda produktionerna i listan är Sie endast delaktig i koreografiarbetet, varav en där hon är delaktig som ytterligare koreograf. Resten av produktionerna är hon delaktig som regissör.